# 涙の谷
座標: 北緯33度10分37.97秒 東経35度48分6.11秒 / 北緯33.1772139度 東経35.8016972度
『涙の谷』(Valley of Tears,ヘブライ語: עֵמֶק הַבָּכָא‎, Emek HaBakha)とは、シリア・イスラエル間にあるゴラン高原の、北部にある地域の俗称。
1973年の第四次中東戦争の緒戦におけるイスラエル軍とシリア軍の間に生起した、涙の谷の戦いで知られる。

## 概要
「涙の谷」は、ゴラン高原東北部にある街、クネイトラの北にある丘の、テル=ヘルモニット(Tel Hermonit)からブースター(Booser)までを結ぶ南北2km、東西1.2kmの窪地地帯のことを指す。1973年10月に勃発した第四次中東戦争の緒戦において、シリア軍第7歩兵師団はこの地域の突破を図り、防御側のイスラエル軍第7機甲旅団との間に戦闘が生起した（涙の谷の戦い)。4日間の戦闘で、イスラエル軍は数においてはるかに上回っていたシリア軍の攻撃を撃退することに成功した。「涙の谷」という名称は、イスラエル・シリア両軍の戦車の残骸が散乱していたことから、戦闘後にイスラエル兵によって名づけられたことに由来する。
本稿では便宜上、「クネイトラからヘルモン山までのゴラン北部一帯」を指す言葉として、「涙の谷」を使用する。

## 戦闘の背景
イスラエル北部のガリラヤ地方を眼下に望むゴラン高原はシリアにとってイスラエル領に砲撃を加える絶好の地点であり、実際イスラエルの建国以来シリア軍はガリラヤ地方への砲撃により村やキブツ(集団農場)に被害を与えていた。イスラエルにとってゴラン高原を占領することはガリラヤ地方の安全を確保できるのみならず、逆にアンチレバノン山脈の最高峰であるヘルモン山(最高点2,814m)からダマスカスを含むシリア本土を監視できることを意味した。
1967年の第三次中東戦争(六日間戦争)において、イスラエル軍はシナイ半島、ヨルダン川西岸と同様、ゴラン高原に侵攻、占領し、ゴラン高原をイスラエルとシリアの緩衝地帯として部隊を配置すると同時に、ヘルモン山山頂に観測所を開設し、「国家の目」として利用した。
一方、シリア側からしてみればゴラン高原をイスラエルに占領され、「パープルライン」が自国内に引かれていることは第三次中東戦争の敗北を端的に表す屈辱的状態であり、「イスラエルの抹殺」を唱える前にゴラン高原を奪還する必要があった。
6年後の1973年9月、エジプト・シリア両国ではイスラエルに占領された領地を奪回する「バドル作戦」(Operation Badr)の準備が進められ、ヘルモン山の観測所でもシリア軍の戦闘準備の動きが観測されるようになった。当時ゴラン高原にはシリア軍の5個師団(戦車約700輌以上)に対して第188"バラク"機甲旅団(イツハク・ベンショハム大佐指揮、以下第188旅団)の一個大隊(戦車約30輌)と停戦ライン沿いに配置された2個歩兵大隊だけしか配置されておらず、戦力的にイスラエル軍の不利な状況が続いていた。そのためイスラエル軍北部軍司令官イツハク“ハカ”・ホフィ少将は188機甲旅団主力をゴラン高原に進出させ、部隊の増強を図った。同時に9月27日、参謀総長ダビット“ダド”・エラザール中将はシナイ半島に駐留していた精鋭部隊の第7機甲旅団(アビグドル“ヤヌーシュ”・ベンガル大佐、以下第7旅団)に指揮下の第77“オズ”(OZ)戦車大隊(アビグドル・カハラニ中佐、以下第77大隊)をゴラン高原に転用するよう命じた。
10月5日、シリア軍がエジプト軍と連携して、イスラエルに対して攻撃を開始することはほぼ明らかになり、エラザール参謀総長はベンガル大佐に旅団主力にもゴラン高原への移動を命令、翌6日昼にはゴラン高原北部への展開を完了した（この時ゴラン高原のイスラエル戦車は約170輌、シリア軍約900～1200輌)。

## 戦闘の経過

### 戦闘一日目、1973年10月6日(土)
1973年10月6日14時00分、ユダヤ暦で最も神聖な日「ヨム・キプール」(יום כיפור,Yom Kippur,贖罪の日)に当たったこの日、エジプト、シリア両軍はそれぞれスエズ運河、ゴラン高原でイスラエルへの攻撃を開始した。
これに前後してゴラン高原ではシリア軍の準備砲撃が行われ、14時35分、シリア軍の3個歩兵師団が前進を開始した（2個機甲師団は予備として待機）。
「涙の谷」方面では、第7歩兵師団(オマル・アブラシュ准将、以下第7師団)が展開、モロッコ兵からなる機械化歩兵旅団(サフライ准将、以下モロッコ旅団)の援護のもと、「涙の谷」を突破したのち、ヨルダン川方面とイスラエル軍の前進指揮所のあるナファクに対して進出、攻撃をかける計画であった。また、戦果拡張または攻撃が停滞した時の増援として、
第3機甲師団(ムスタファ・シャルバ大佐、以下第3師団)と共和国親衛旅団(リファト・アサド中佐、以下アサド旅団)が後方で待機していた。
一方、イスラエル軍は第188旅団の第74戦車大隊(ヤイル・ナフシ中佐、以下74大隊)を一時的に指揮下に置いた第7旅団が71戦車大隊(メナヘム・ラッテス中佐、以下71大隊)、前述の第77大隊の3個戦車大隊(戦車約120輌)を展開、戦車をハルダウンさせてシリア軍の前進を待ち構えていた。
シリア軍はパープルラインに沿ってイスラエル軍の構築した対戦車壕と地雷原を突破するために架橋戦車やローラー付き戦車を先頭に配備して前進したが、射距離2,000mから攻撃を開始したイスラエル軍はそれらの車輛を優先的に撃破することで、第7師団の前進を止めることに成功した(モロッコ旅団はなぜか攻撃に参加しなかった)。また、イスラエル空軍機による近接航空支援も行われたが、SA-6やZSU-23-4といったシリア軍の対空火器に次々と撃墜される有様であった。
夜になっても戦闘は続けられたが、ここで両軍の装備の差が明らかになる。シリア軍はT-55・T-62戦車に(原始的なアクティブ式ではあったが)砲手用暗視装置を標準装備していたのに対し、イスラエル軍では砲手用暗視装置の配備が進んでおらず、数輛に一輛の割合で投光用大型ライトが装備されているにすぎなかった。このため第7旅団はシリア戦車を昼間の交戦距離の半分以下である800mまで引きつけ、敵戦車の発砲炎や撃破された戦車からの炎を頼りに射撃を行うことでしのいだ。しかし遠距離での攻撃が行われなくなったため、シリア軍は夜間のうちに対戦車壕への架橋や地雷原の啓開を行うことに成功した。
7日3時、イスラエル軍に攻撃を行ってきた第7師団所属の第78機甲旅団(以下第78旅団)は再編成のために一時後退、この地点でシリア軍は計100輌の戦車、装甲戦闘車輛を喪失していた。

### 戦闘二日目、1973年10月7日(日)
7日朝、第7師団は再編成を完了した第78旅団による攻撃を再開した。第78旅団は約3～4kmの範囲で攻撃をかけたが、第7旅団は2500mから10mに至る射距離で次々と第78旅団の戦車を撃破していった。13時、200輌の損害を出した第78旅団は再び後退した。前日同様モロッコ旅団は戦闘に参加せず、第7師団所属の第68歩兵旅団もドゥルーズ派兵士の反乱が発生して行動不能、歩兵の効果的な援護の得られないまま第78旅団は攻撃を行ったのである。だが第7旅団も次第に戦力の消耗が目立ち始めるようになった。22時、第7師団は第1機械化旅団と第3師団からの増援である第20戦車旅団をもって夜間攻撃を再開、シリア兵・戦車の一部は第7旅団の後方に浸透したため、第7旅団の戦車兵は60～80mでの全周囲戦闘を余儀なくされたが翌8日の2～3時には戦況が安定してきたため、第7旅団はこの間に、稼働戦車への補給・修理を行った。

### 戦闘三日目、1973年10月8日(月)
第7旅団は4時ごろの攻勢も車輛約130輌を撃破して撃退したが、旅団戦力の消耗も深刻をきわめ、稼働戦車は6日の120輌から約40輌にまで低下していた。人員の消耗も同様で、71大隊長のラッテス中佐が戦死したため71大隊の残存戦力はカハラニ中佐の77大隊に編入された。またもや「涙の谷」の突破に失敗した第7師団はアサド旅団をはじめとする予備部隊を投入、再び夜間攻撃をかけようとしたが、攻撃準備中にアブラシュ師団長の指揮車両に砲弾が直撃、アブラシュは即死した。師団長の後任にはサイド・ベラクタル准将がつくことになったが、アメリカ陸軍指揮幕僚大学への留学経験も持ち、シリア軍の数少ない「智将」であったアブラシュを失った第7師団の混乱は大きく、攻撃は翌9日に延期された。
繰り返すことになるが、第7旅団は3日にわたって第7師団の攻撃をことごとく撃退したものの、戦車兵は3日間ほとんど休息を取らず、残された稼働戦車にも平均3発の被弾痕があった。弾薬も「停車している戦車は撃破・遺棄されているはずだから動いている戦車だけを撃て」とカハラニ中佐が命令するほどに不足し、第7旅団の能力は限界に達しつつあったのである。

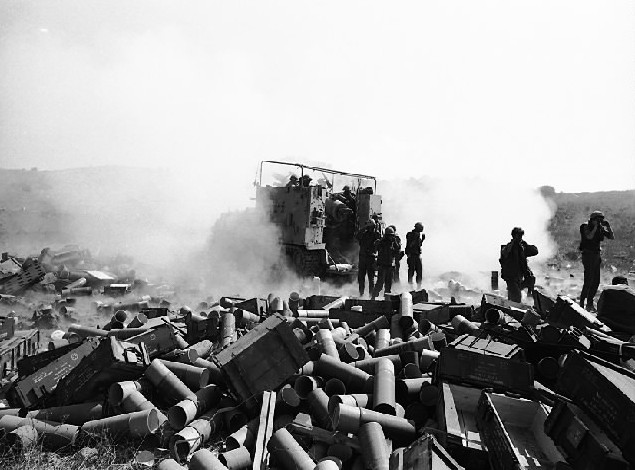
砲撃を行うイスラエル軍の155mmソルタム自走砲（手前に転がっているのは砲弾ケース）。もともとイスラエル軍は「空飛ぶ砲兵」として空軍の近接航空支援を重視していたためゴラン高原に展開していた火砲は少なく(10月6日現在で40門)、さらにゴラン高原一帯を見渡せるヘルモン山の山頂がシリア軍に占領されたため（正確に発射位置を観測されて対砲兵射撃をされてしまう）、イスラエル砲兵はかなりの苦戦を強いられた。

### 戦闘四日目、1973年10月9日(火)
9日朝、アサド旅団等の増援を受けた第7師団は砲爆撃をもって一大攻勢を開始した。さらにMi-8兵員輸送ヘリコプターに搭乗した歩兵が第7旅団の後方に降下、包囲を図った。
第7師団の攻撃はこれまでになく苛烈をきわめ、カハラニは全周囲戦闘をしながら後退した。10時ごろ、第7旅団の稼働戦車はカハラニの指揮するわずか7輌しか残されておらず、砲弾もほぼ尽きていた。第7師団とアサド旅団は次々と戦線を突破、第7旅団は壊滅寸前であった。ベンガルが退却を決断しようとしたその時、(6日からの戦闘でほぼ壊滅した)第188旅団の残余と修理を終えた戦車11輌で臨時編成され、ナファクから第7旅団救援のために出動した「ベン＝ハナン隊」(ヨッシ・ベン＝ハナン中佐)が「涙の谷」地区に到着した。第7旅団の戦力は「手負いの」戦車18輌にすぎなかったが、シリア軍は「ベン＝ハナン隊」を本格的なイスラエル増援部隊の到着と思い込んだため、ベラクタル師団長は第7師団とアサド旅団に後退を命じた。第7旅団は後退する第7師団を徹底的に追撃し、4日前の攻撃発起点にまで押し戻した。ゴラン高原全域でも、イスラエル軍の増援部隊が到着し始めたためシリア軍は後退を重ね、10日にはシリア軍はゴラン高原からほぼ完全に駆逐された。

## その後
第7旅団は2日間の休息・再編成ののちシリア領への逆侵攻作戦でも先鋒を務め、イスラエル軍がダマスカスを長距離砲の射程に収める所にまで進出したところで10月23日停戦、(少なくとも軍事的には)イスラエルがシリアに対しての勝利を収めた。
現在、第7機甲旅団は第188機甲旅団とともにイスラエル最高の部隊の一つとしてゴラン高原の守りに就いており、「涙の谷」周辺にはイスラエル・シリア両軍の激闘をたたえる記念碑が数多く残されている。

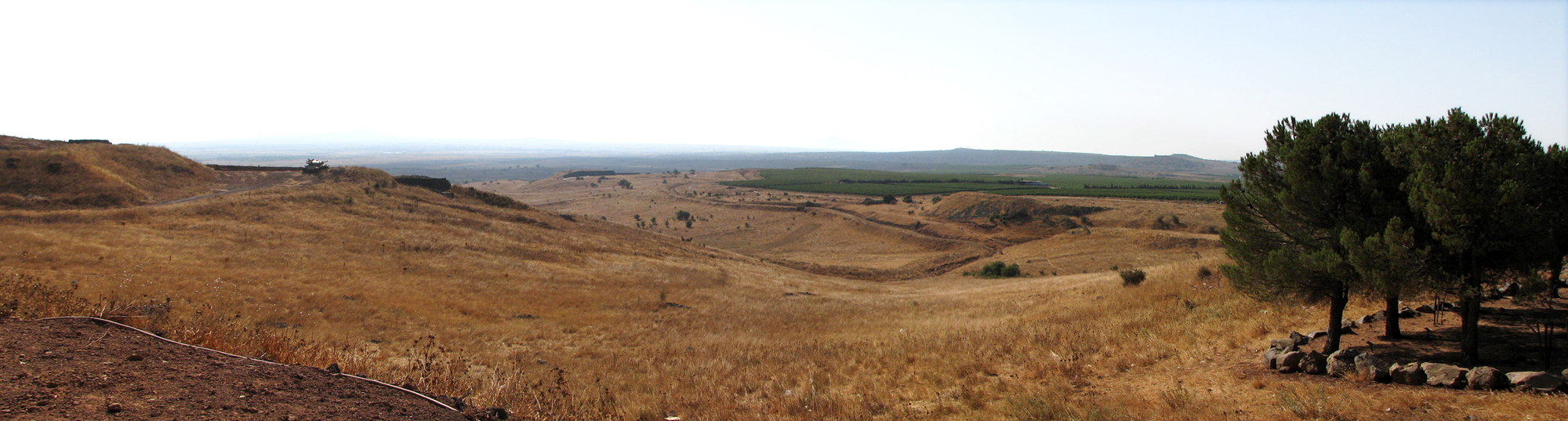
「涙の谷」。2010年の撮影。左側の丘にショット戦車がみえる。